# Цветы (павильон)
Павильо́н «Цветы́» — здание в центре Екатеринбурга, расположенное по адресу улица Малышева, 31з, около Каменного моста и Музея изобразительных искусств. Здание, имеющее признаки памятника архитектуры, строилось в конце 1940-х годов, в нём располагался один из первых цветочных магазинов Свердловска. По состоянию на сентябрь 2022 года, кирпичное здание площадью 348,5 м² заброшено.

## История
Точные даты строительства здания неизвестны. Предполагаемым архитектором здания называют И. А. Грушенко, представившего в 1943 году эскиз оранжереи, впоследствии переделанной в павильон. Здание было украшено пышной лепниной внутри и снаружи. Цветочный магазин в кирпичном здании открылся в конце 1940-х годов, став одним из первых в городе (второй располагался на проспекте Ленина напротив Главпочтамта). Магазин на Малышева был очень популярным, поскольку всегда обладал запасом живых цветов, собирая очереди из покупателей. В начальный период работы магазина к зданию с севера примыкали две теплицы, работавшие под эгидой муниципального «Свердлзеленстроя» — ведомства, отвечавшего за озеленение города. В 1949 году ассортимент цветов на продажу включал хризантемы, герани, фуксии, гвоздики, бегонии и лигуструмы. Функционировал стол заказов на изготовление букетов с доставкой на дом. В 1960-х годах во время обустройства исторического сквера теплицы демонтировали. В 1980-х годах в правой части павильона продавали домашние растения в горшках, в левой части срезанные цветы и букеты.
После распада СССР здание многократно меняло владельцев, около 2004 года магазин закрылся, здание опустело и было заброшено. В 2008 году бывший павильон обнесли забором.
В 2012 году был опубликован проект торгово-офисного центра на углу улиц Малышева и Воеводина, предполагающего сохранение здания павильона и встраивание его в общую концепцию проекта. В 2019 году было получено согласование управление государственной охраны объектов культурного наследия на сокращение охранной зоны вокруг Музея изобразительных искусств, находящегося в непосредственной близости от павильона. Сотрудники музея выступили против строительства здания.
По состоянию на ноябрь 2021 года, здание находится в собственности ООО «Величкина», принадлежащего Елизавете Величкиной, дочери Игоря Алтушкина. Известны планы открытия в бывшем павильоне ресторана.

## Архитектура
Проект павильона имел признаки модерна (мощные фронтоны, несомая часть) с классическими элементами (центрально-осевая композиция, колонны). Построенное здание имело больше классических мотивов. Сохранились фронтоны центрального объёма и мелкоячеистые стеклянные витражи, характерные для модерна. У здания практически отсутствует стереобат, что создаёт впечатление парения в воздухе и обеспечивает беспрепятственный доступ для прохожих.

## Галерея

Общие виды
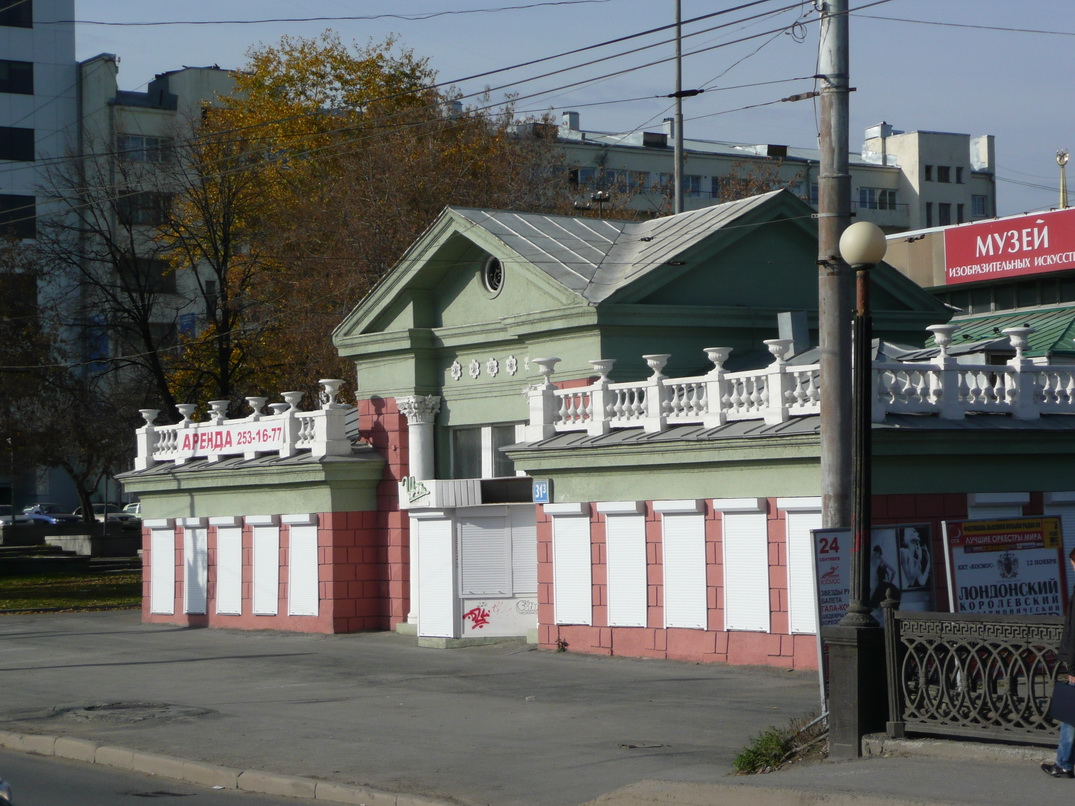
2011 год
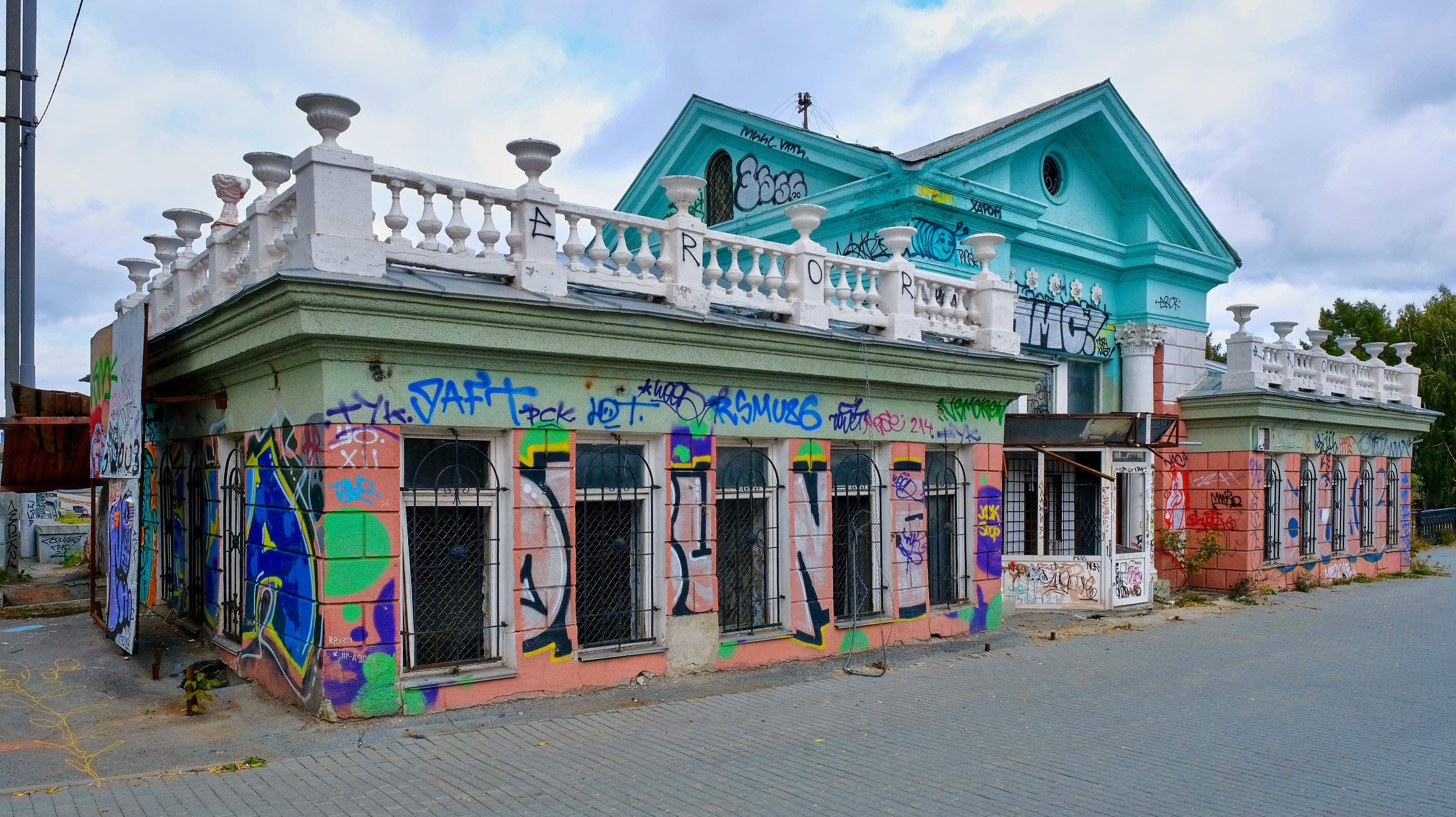
2021 год
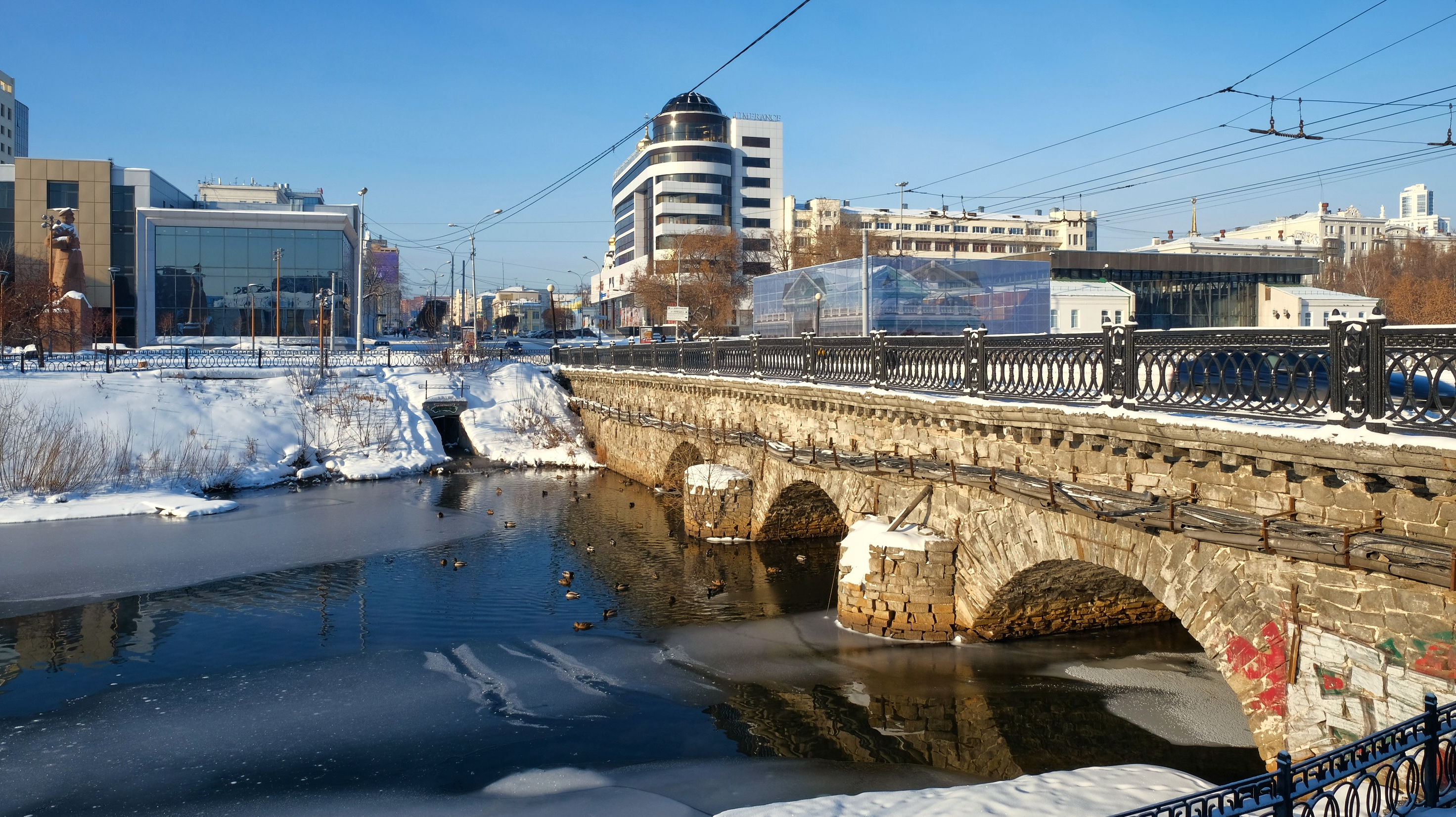
Февраль 2022 года, вид от Каменного моста: здание закрыто декоративной сеткой
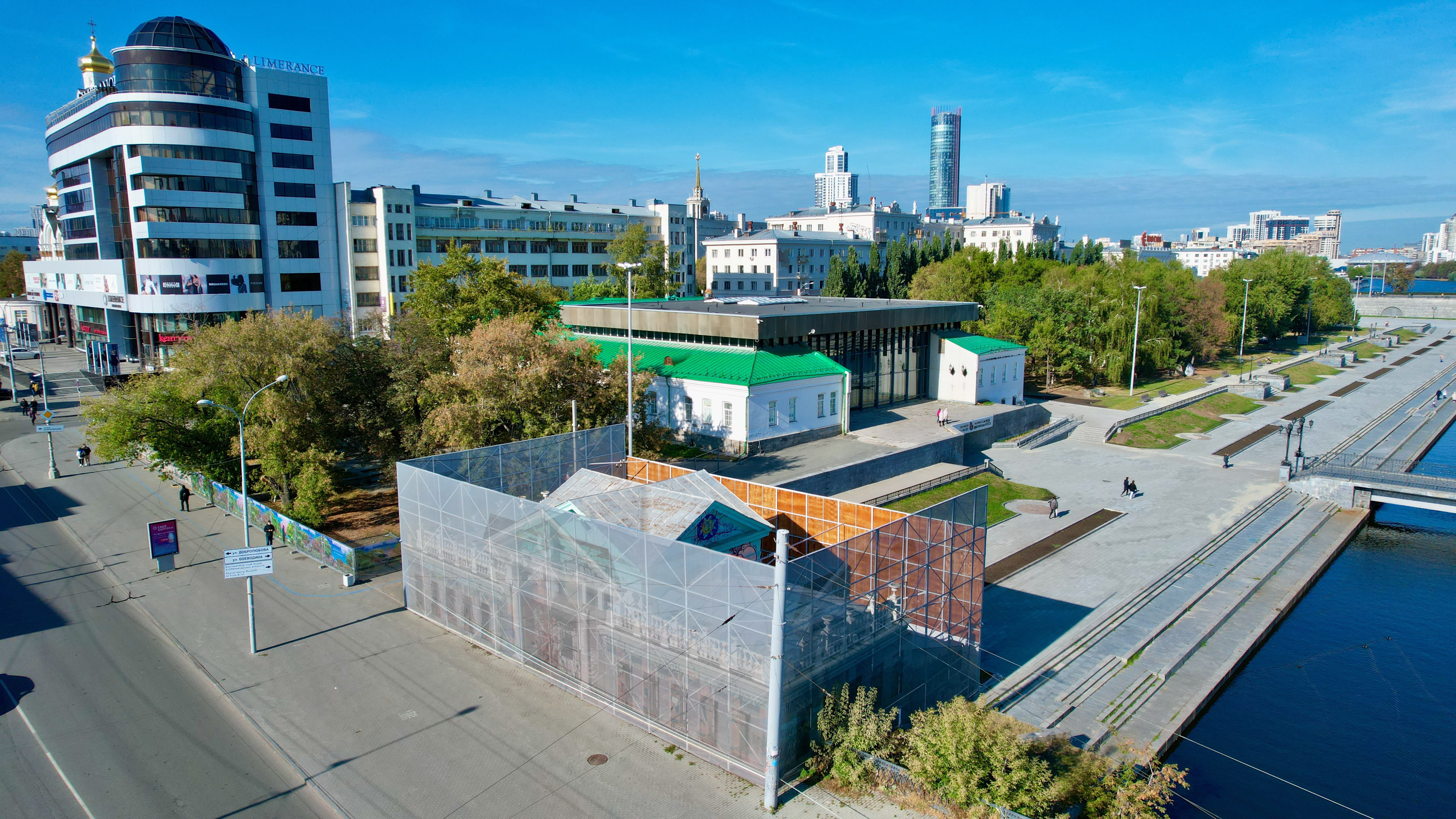
Октябрь 2022 года

Экстерьер
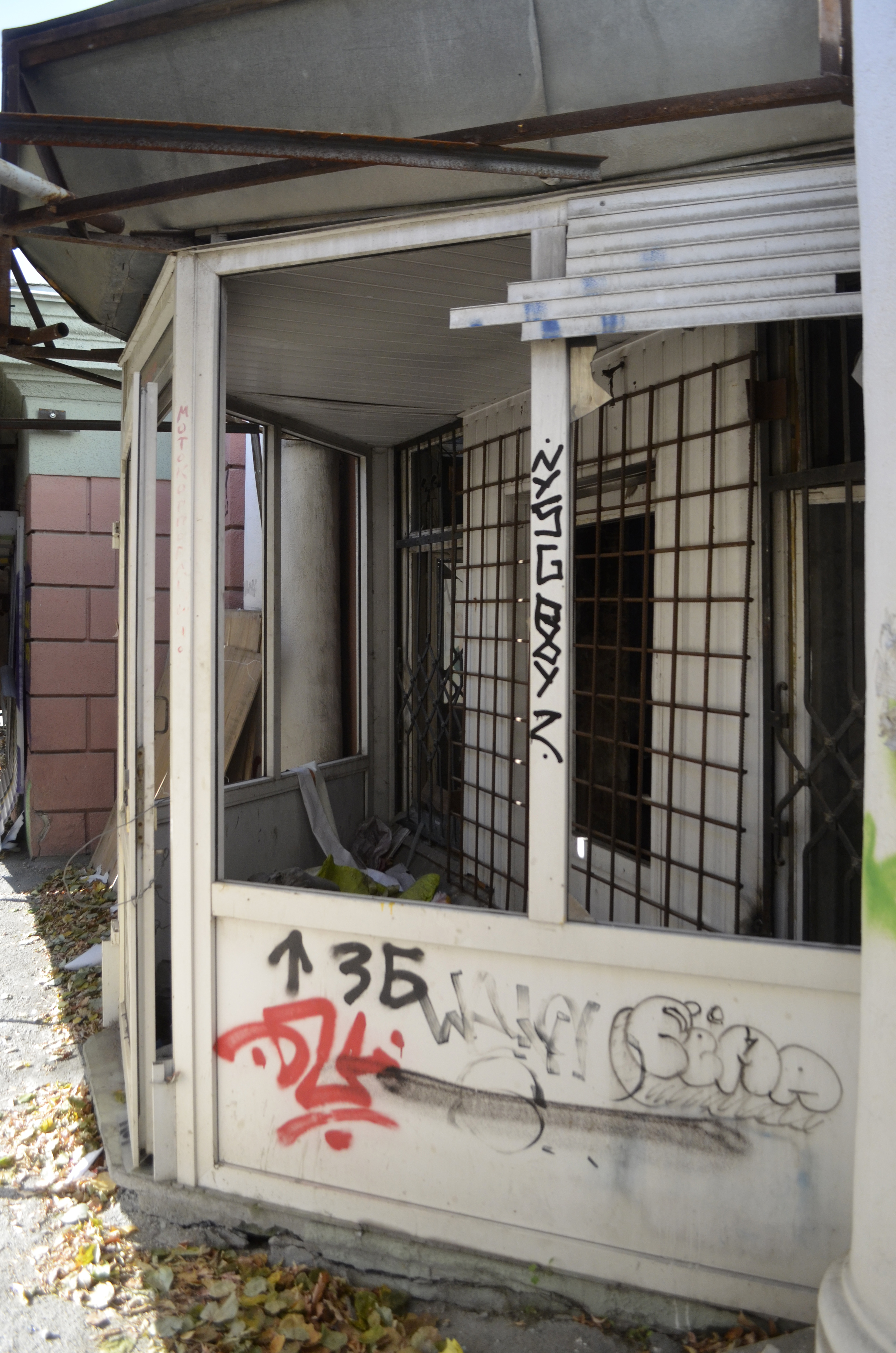
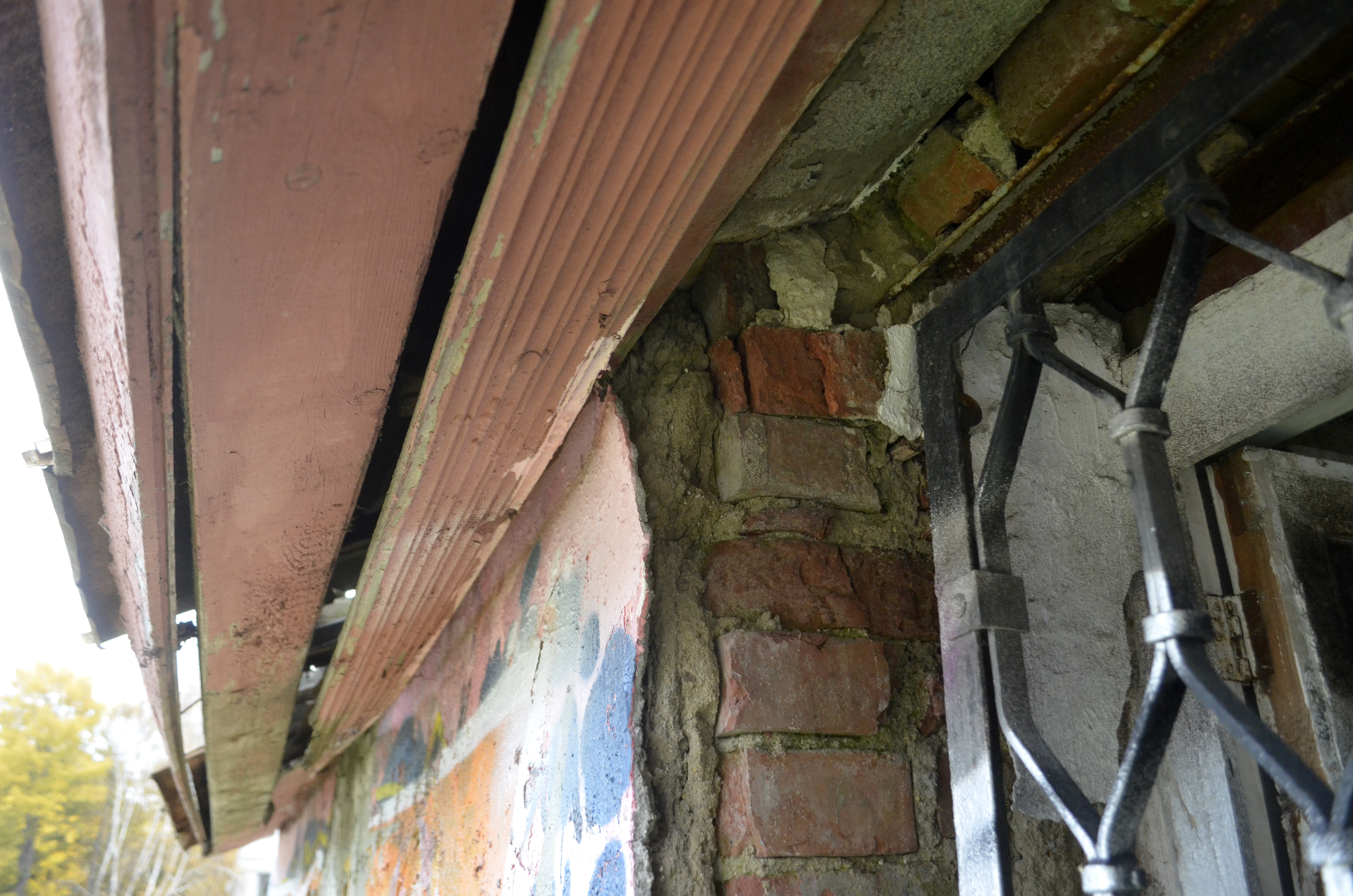
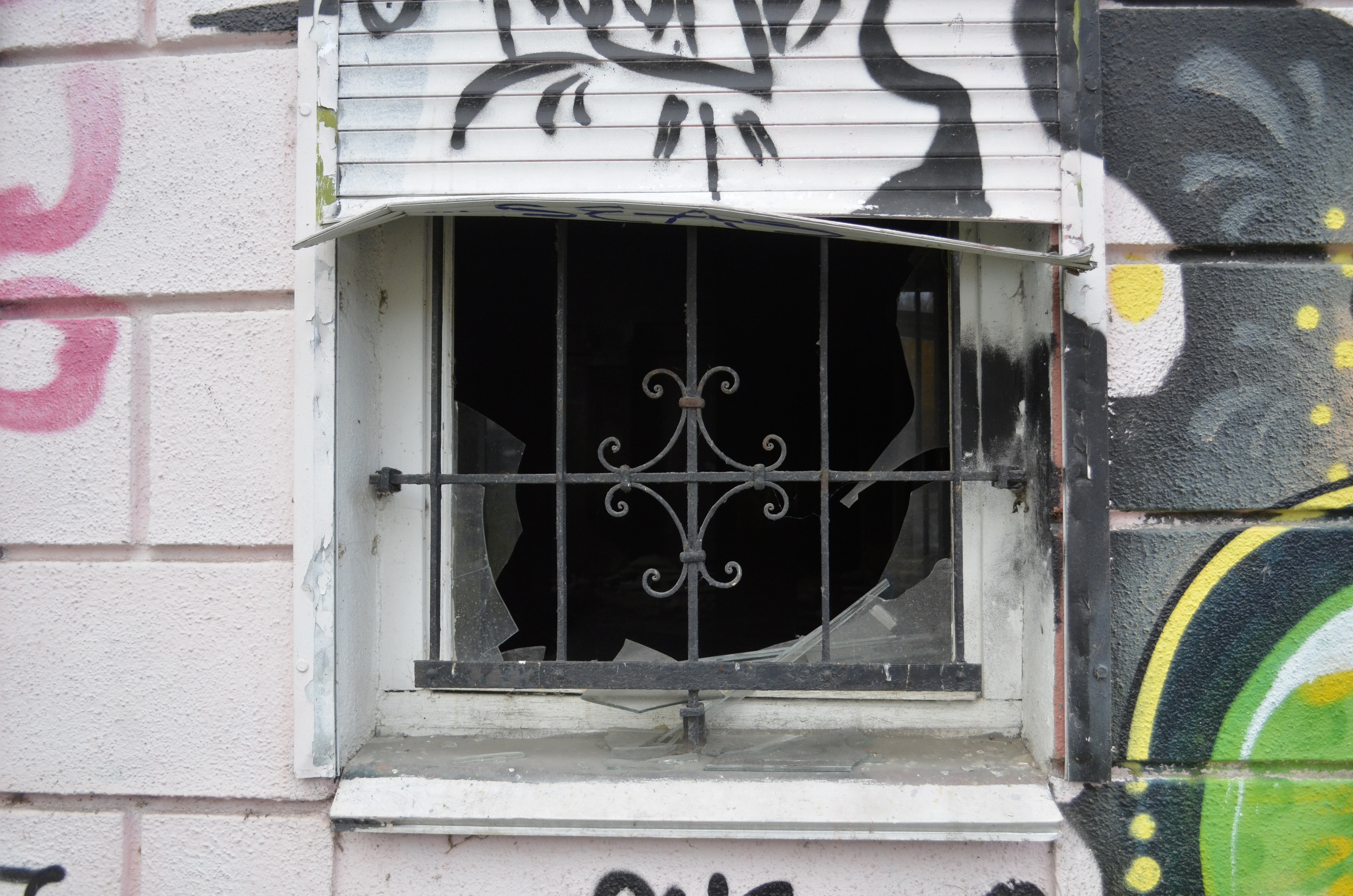
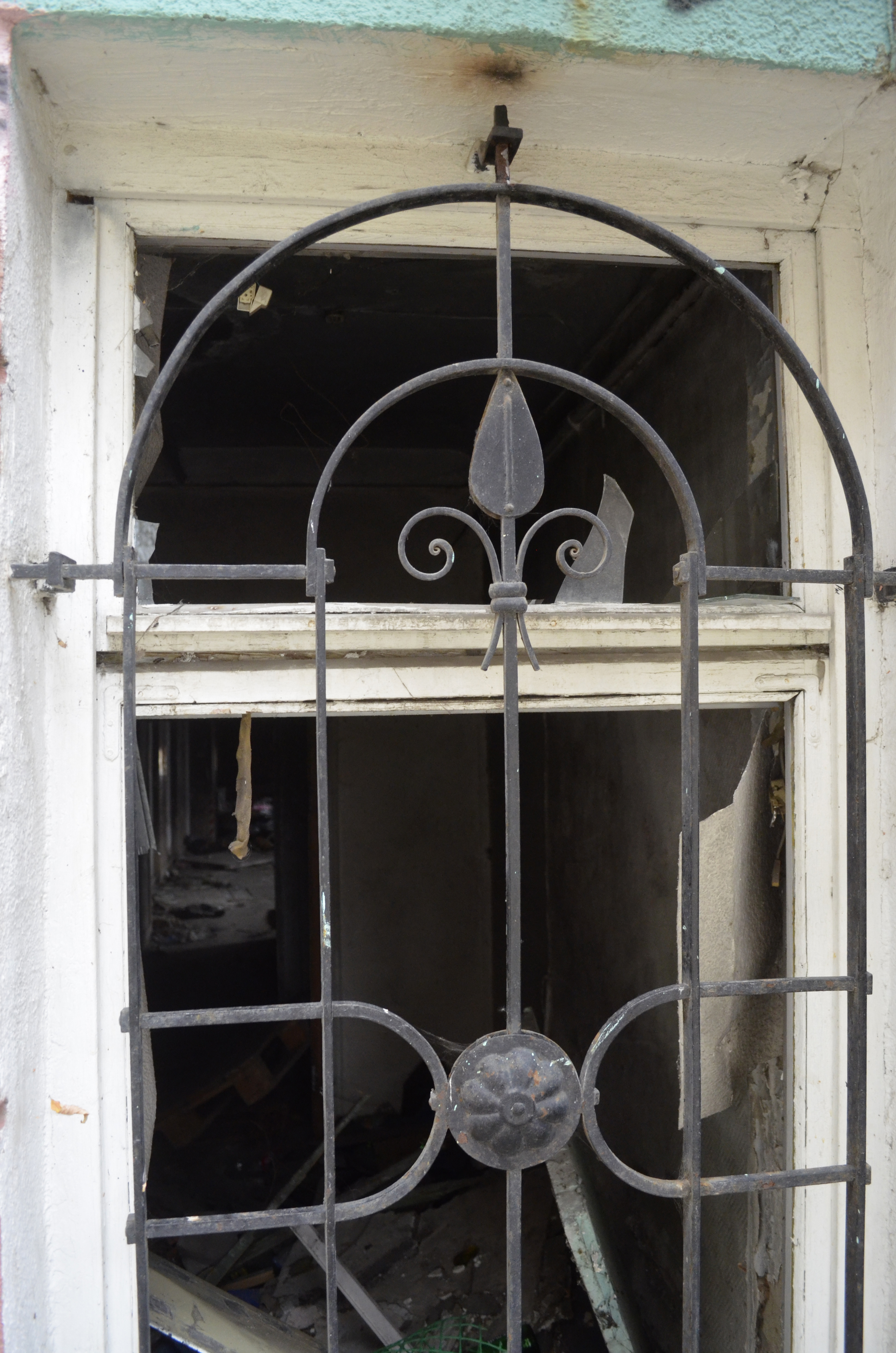
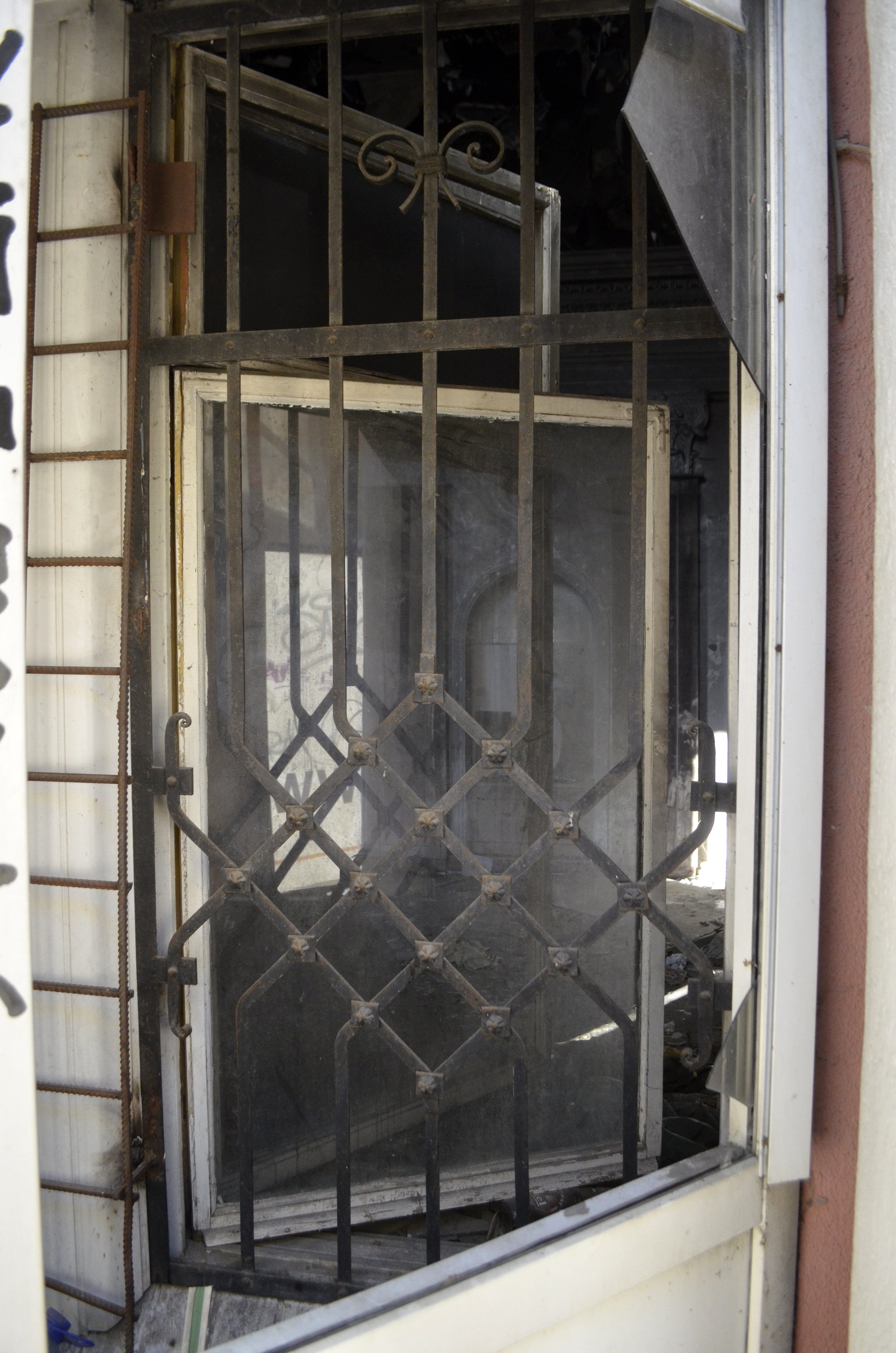

Интерьер
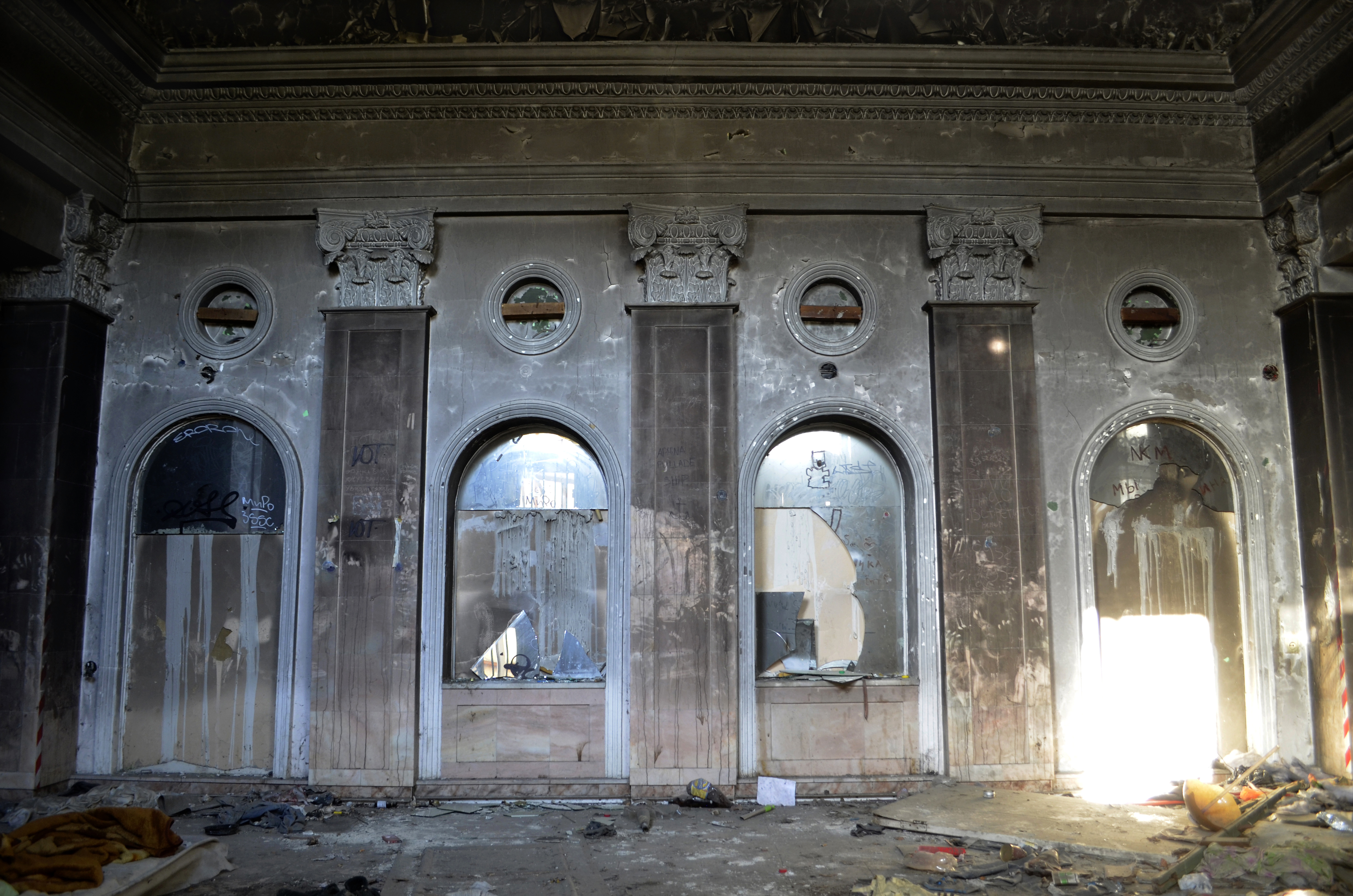
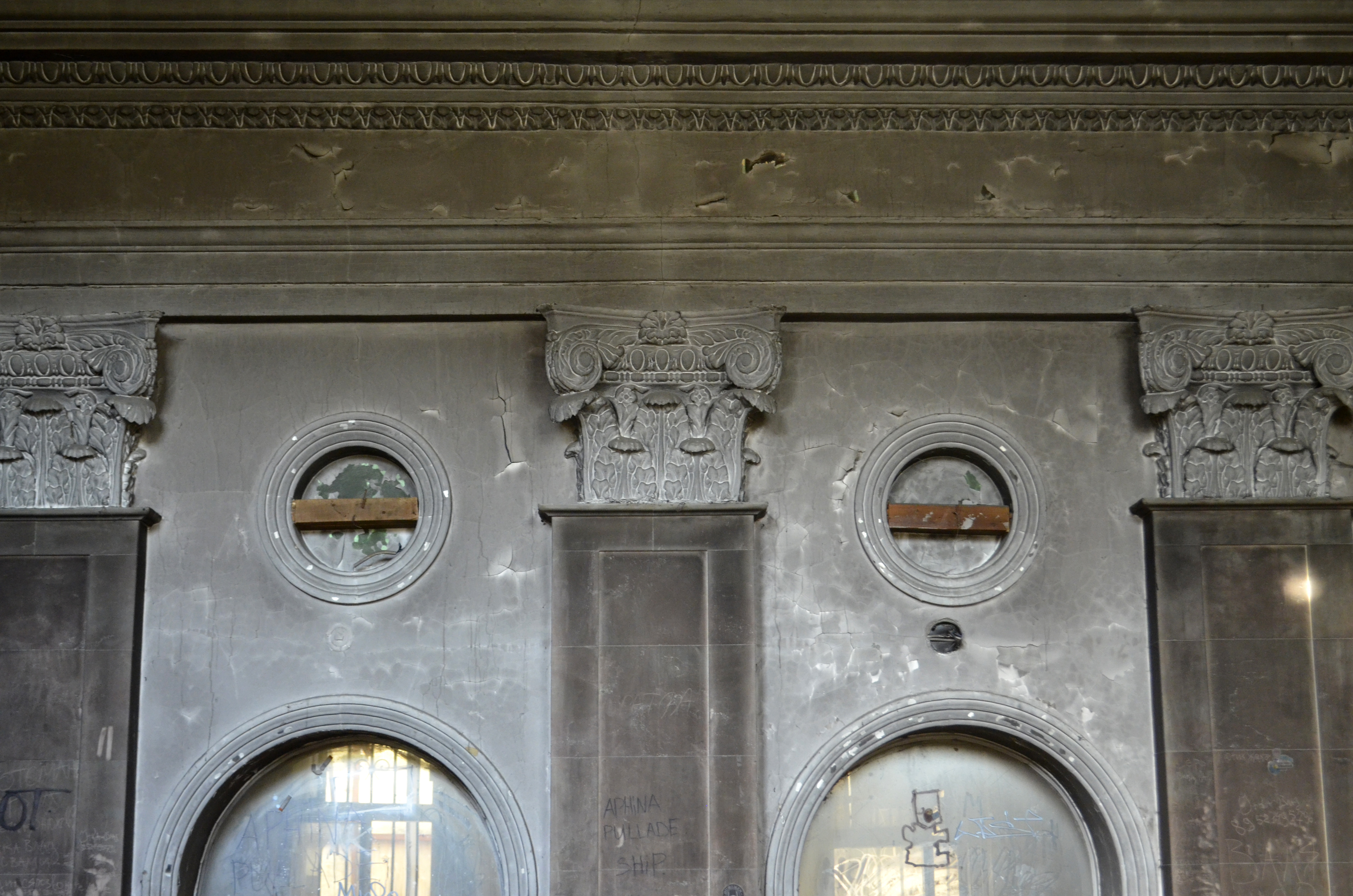
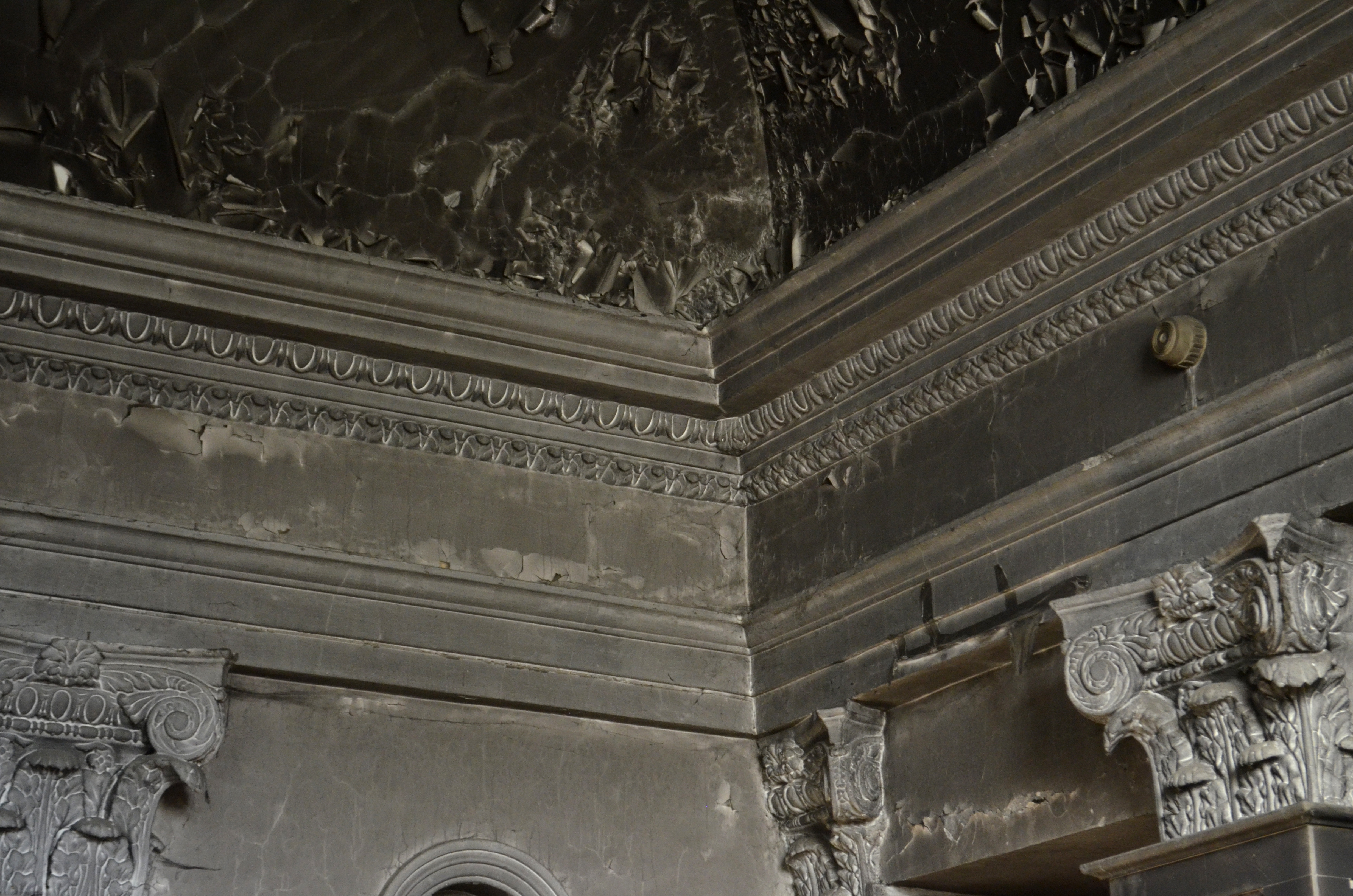
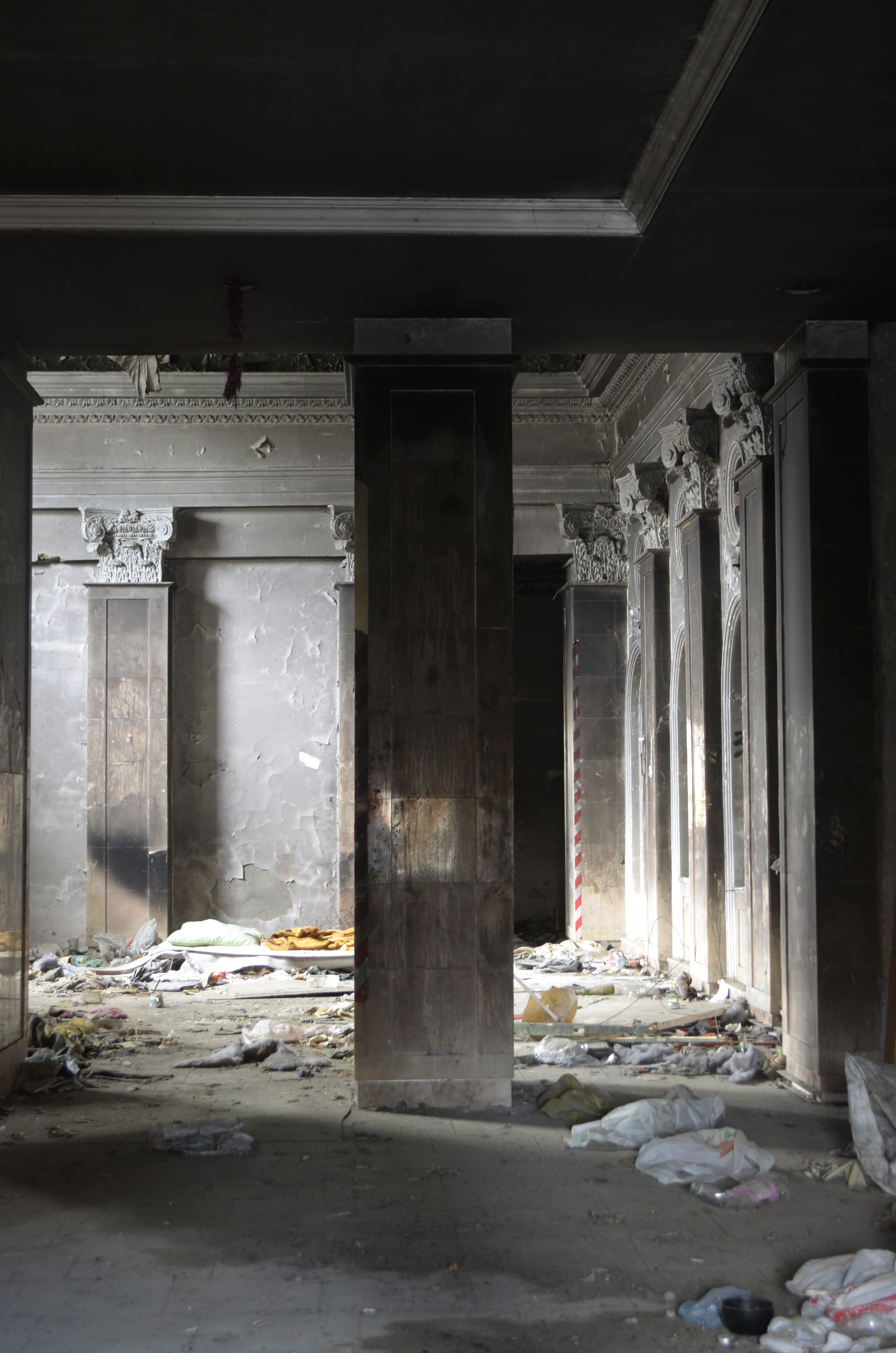